# Charles-Joseph Riepp
Charles-Joseph Riepp (1710–1775) était un facteur d'orgue d'origine allemande, naturalisé français, et un négociant de vins de Bourgogne.

## Biographie
Karl Joseph Riepp naît le 24 janvier 1710 à Eldern, en principauté épiscopale d'Augsbourg, dans une famille originaire du Tyrol et venue s'établir en Souabe.
Il se passionne pour la facture d'orgue, qu'il étudie à Strasbourg sans parvenir néanmoins à entrer au service du célèbre Andreas Silbermann.
Le 18 avril 1741, à Dole, il épouse Anne-Françoise Ève de Jouhe, une jeune femme fortunée, et s'installe à Dijon en 1742. Il y construit l'orgue de la cathédrale Saint-Bénigne de Dijon en s'associant à son frère Rupert (Robert) Riepp. Son talent est très apprécié par le roi Louis XV qui lui octroie le droit de citoyenneté ainsi que le titre de « facteur d'orgues du Roy ». Il acquiert également parmi les meilleures terres viticoles bourguignonnes et devient négociant de vin de Bourgogne pour le compte des abbayes de Cîteaux, de Salem et d'Ottobeuren.
Il meurt à Dijon le 5 mai 1775, laissant à son épouse un important patrimoine viticole.

## Influence
Riepp entretint une correspondance avec Dom Bédos de Celles.
Il était un représentant réputé de la facture d'orgues française ; mais il a également contribué à la définition du baroque d'Allemagne du Sud, où se retrouvent les influences française et de Souabe du Nord, et dont un représentant éminent était son élève  Johann Nepomuk Holzhey (Riepp dirigeait la fabrication à partir de France et son élève était sur les lieux).

## Œuvres
On considère comme ses chefs-d'œuvre : 
- l'orgue de la collégiale Notre-Dame de Dole en Franche-Comté,
- les deux orgues du chœur de l'abbaye d'Ottobeuren en Souabe (1766).

Il travailla en collaboration avec son frère Robert ou Rupert (26 mars 1711 Ottobeuren - 2 mai 1749)   jusqu'au décès de celui-ci.
| Année     | Lieu             | Église                                               | Image | Claviers | Jeux   | Remarques |
| --------- | ---------------- | ---------------------------------------------------- | ----- | -------- | ------ | --- |
| 1737–1738 | Besançon         | Église abbatiale Saint-Vincent, Grand orgue          |       |          |        | Construit avec Rupert Riepp |
| 1738–1741 | Cîteaux          | Église abbatiale, Grand orgue                        |       |          |        | Restauration. Orgue aujourd'hui détruit |
| 1740–1743 | Dijon            | Cathédrale de Dijon, Grand orgue                     |       |          | 45     | Construit avec Rupert Riepp Classé MH |
| 1741–1744 | Dijon            | Sainte chapelle du Roy, Orgue                        |       |          | 30     | Construit avec Rupert Riepp Classé MH |
| 1745–1753 | Autun            | Cathédrale Saint-Lazare, Grand orgue                 |       |          | 35     | Construit avec Rupert Riepp |
| 1751      | Chalon-sur-Saône | Cathédrale Saint-Vincent, Orgue                      |       |          | 14     | Intervention de Charles Joseph Riepp en 1750 sur l'orgue de Julien Tribuot de 1703, Classé MH |
| 1750–1754 | Dole             | Collégiale Notre-Dame, Grand orgue                   |       | 4        | 60     | Classé MH buffet et tuyaux de montre et 19 jeux originaux |
| 1753–1756 | Beaune           | collégiale Notre-Dame, grand orgue                   | PHOTO |          | 37     | Importante transformation de l'orgue de Jean d'Herville de 1637, modifié au XIXe siècle, avec perte du son baroque Classé MH restauré par Bartolomeo Formentelli en 1988                                                                                    |
| 1754      | Langres          | Sts Pierre & Paul                                    |       |          |        | Classé MH, transféré à Semur-en-Auxois en 1777 par Joseph Rabiny, reconstruction conservatrice de la partie instrumentale par Joseph Callinet en 1833, restaurée en 1985 par Jean Deloye et Alain Sals pour l'harmonisation et le buffet par Paul Vidgrain. |
| 1757–1766 | Ottobeuren       | Église abbatiale, Orgue de la Trinité                |       | 4        | 66     | Fidèle à la facture de Riepp. Toutefois, en 1787, Holzhey monta le diapason d'au moins un ton |
| 1762-66   | Ottobeuren       | Église abbatiale, Orgue du Saint-Esprit              |       | 2        | 27     | |
| 1763–1764 | Besançon         | Cathédrale Saint-Jean de Besançon, orgue du transept | PHOTO |          | 21 (?) | déplacé dans le chœur et augmenté à 40 registres dans buffet neuf par Alfred Kern en 1982, Classé MH |
| 1765–1766 | Besançon         | Saint-Jean-Baptiste, Positif                         |       |          | 8      | |
| 1766–1768 | Salem            | Église abbatiale, Orgue de Notre-Dame                |       | 3        | 43     | Transféré à Winterthour à la suite de la sécularisation de l'abbaye en 1803 |
| 1769-73   | Salem            | Église abbatiale, Orgue de la Trinité                |       | 3        | 46     | |
| 1771-74   | Salem            | Église abbatiale, Orgue du tabernacle                |       | 3        | 34     | |
|           | Salem            | Église abbatiale, Orgue de chœur                     |       | 1        | 11     | |
| 1769      | Besançon         | Orgue pour l'intendant de Besançon                   |       |          |        | Disparu |